# Parafia św. Antoniego Padewskiego w Dólsku
Parafia świętego Antoniego Padwskiego w Dólsku – parafia rzymskokatolicka, znajdująca się w diecezji pelplińskiej, w dekanacie Jeżewo.
Miejscowości należące do parafii: Bedlenki,  Biechowo, Biechówko, Klufta, Lubocheń, Mały Dólsk, Wyrwa.